# Гребінець Ігор Геннадійович
І́гор Генна́дійович Гребінець (нар. 15 березня 1994 — 18 червня 2016) — солдат Збройних сил України, учасник російсько-української війни.

## Життєпис
Народився 1994 року в селі Покровське (Токмацький район, Запорізька область).
У часі війни — солдат 23-го окремого мотопіхотного батальйону «Хортиця» 56-ї бригади, старший оператор.
18 червня 2016 року загинув внаслідок артилерійського та мінометного обстрілу терористами поблизу Талаківки та села Водяне.
Похований в селі Покровське.
Без сина лишилася мама.

## Нагороди та вшанування
- указом Президента України № 476/2016 від 27 жовтня 2016 року «за особисту мужність і високий професіоналізм, виявлені у захисті державного суверенітету та територіальної цілісності України, вірність військовій присязі» — нагороджений орденом «За мужність» III ступеня (посмертно)[1]
- орденом «За заслуги перед Запорізьким краєм» третього ступеня (посмертно).